# Diocèse du Cantal
Cet article court présente un sujet plus développé dans : Diocèse de Saint-Flour.
 (avril 2023).
Si vous disposez d'ouvrages ou d'articles de référence ou si vous connaissez des sites web de qualité traitant du thème abordé ici, merci de compléter l'article en donnant les références utiles à sa vérifiabilité et en les liant à la section « Notes et références ».
Le diocèse du Cantal ou, en forme longue, le diocèse du département du Cantal, est un ancien diocèse de l'Église constitutionnelle en France.
Créé par la constitution civile du clergé de 1790, il est supprimé à la suite du concordat de 1801. Il couvrait le département du Cantal. Le siège épiscopal était Saint-Flour.